# 横田康景
横田 康景/綱松（よこた やすかげ/つなとし）は、戦国時代から安土桃山時代にかけての武将。甲斐武田氏の家臣。足軽大将。

## 略歴
『甲陽軍鑑』に拠れば、父は下総国千葉氏の一族で、甲斐国に土着し武田氏に仕えたという足軽大将・原虎胤。
天文19年（1550年）の砥石城攻め（砥石崩れ）では武田家足軽大将である高松が戦死したために、横田高松の婿養子になり、家督を継いで武田晴信（信玄）に仕えた。『軍鑑』によれば足軽大将として騎馬30騎・足軽100人を与えられていたという。
永禄10年（1567年）8月に義信事件を受けて、信玄が家臣団に提出させた下之郷起請文にその名を連ねている。
武田信玄の没後は勝頼に仕えた。天正3年（1575年）5月21日、長篠の戦いで戦死した。享年51。跡を五男の尹松が継いだ。

## 系譜
- 父：原虎胤（1497年 - 1564年）
- 母：不詳
- 養父：横田高松（1487年? - 1550年）
- 正室：横田高松娘
- 室：向山氏
  - 五男：横田尹松（1554年 - 1635年）
- 生母不明の子女
  - 長男：彦九郎（? - 1572年）
  - 男子：小才次（? - 1575年）
  - 男子：小陸奥（? - 1575年）
  - 男子：源介（? - 1575年）